# سرکان چالیک
سرکان چالیک (انگلیسی: Serkan Çalık؛ زادهٔ ۱۵ مارس ۱۹۸۶) بازیکن فوتبال اهل ترکیه است.
از باشگاه‌هایی که در آن بازی کرده‌است می‌توان به باشگاه ورزشی کایسری ارجیسپور، باشگاه فوتبال گالاتاسرای، باشگاه ورزشی ساری‌یر، باشگاه فوتبال سامسون‌اسپور، باشگاه فوتبال شانلی‌اورفا اسپور، باشگاه ورزشی گنچلربیرلیغی، باشگاه فوتبال روت‌وایس اسن، و باشگاه فوتبال ینی ملطیه‌اسپور اشاره کرد.
وی همچنین در تیم‌های ملی فوتبال زیر ۲۱ سال آلمان و زیر ۲۱ سال ترکیه بازی کرده‌است.